# Qyoto
Qyoto（キョウト）は、中園勇樹によるソロプロジェクト。以前は男性6人組ロックバンドであった。所属レコードレーベルはアリオラジャパン。音楽制作はビーゾーン。所属芸能事務所は2023年5月31日までB ZONE傘下の株式会社ワームホールであった。

## 概要
京都市内の路上でストリートライブを行っていた中園に、HIROKIが声をかけ2016年に結成された。バンド名はシンプルで一度聞いたら忘れないものという提案で決まった。また、京都との混同を避けるためと、世界的に有名な都市“Kyoto”よりも世界中に知られる存在になりたいという思いから頭文字のスペルを“Q”にした。その後、ギター担当のTSUCHIYAが加入し2017年3月頃まで3人で活動を行い、5月頃から現在の6人編成となった。音楽プロデュースはビーイングの長戸大幸。
2017年8月23日、「太陽もひとりぼっち」でアリオラジャパンからメジャーデビュー。
2018年7月11日、2ndシングル「It's all in the game」をリリース。
2019年から6人での活動と並行して、TSUCHIYA・TAKUYA・KENSUKEによる半分Qyoto、中園・TSUCHIYAによる路上ライブスタイルの出張Qyoto、TSUCHIYAがソロでライブ・イベント活動、メディア出演が行われるようになる。
2020年8月23日、Qyoto Official YouTube Channel（以下、公式チャンネル）にて配信の『Qyoto生誕3周年配信ライブ』からHIROKI、RYOTA.は参加せず、4人での活動となる。
2022年7月23日、バンドとしての活動に幕を閉じ、以降は中園のソロプロジェクトとして活動することが公式HPで発表された。なお、KBS京都ラジオ『Qyotoのはんなりタイム』は7月29日放送分が4人としては最後の出演となった。
2023年5月31日をもって株式会社ワームホールとの専属マネジメント契約を終了
。

## メンバー
中園勇樹
ボーカル担当。1998年2月17日生まれ。京都府宇治市出身。身長176cm。龍谷大学経営学部に在学中（2018年7月時点）。
2016年度、京都学生祭典「Kyoto Student Music Award」ソロ部門でグランプリを受賞。

## 元メンバー
バンド時代のメンバー。
HIROKI
バイオリン担当。1996年7月15日生まれ。京都府京都市出身。京都大学工学部に入学し、後に総合人間学部へ転学。2020年3月、大学を卒業。
TSUCHIYA
ギター担当。1994年4月19日生まれ。滋賀県出身。大阪音楽大学短期大学部卒業。メンバー最年長。
TAKUYA
ベース担当。1995年2月3日生まれ。大阪府箕面市出身。大阪芸術大学通信課程に在学中（2018年7月時点）。
KENSUKE
ドラムス担当。1995年5月30日生まれ。大阪府出身。大阪芸術大学通信課程に在学中（2018年7月時点）。専門学校ESPエンタテインメント大阪出身。
RYOTA.
キーボード、サックス担当。1995年10月24日生まれ。京都府京都市出身。東京大学経済学部に在学中（2018年7月時点）。MENSA会員。ニッポンの社長の辻は従兄弟である。

## ディスコグラフィ
※週間最高位はオリコンチャートをもとに記載

### シングル
|     | 発売日         | タイトル             | 販売形態         | 規格品番                                                                             | 週間 最高位 |
| --- | -------------- | -------------------- | ---------------- | ------------------------------------------------------------------------------------ | ----------- |
| 1st | 2017年8月23日  | 太陽もひとりぼっち   | CD+DVD CD CD+DVD | BVCL-830 - 831（初回生産限定盤） BVCL-832（通常盤） BVCL-833 - 834（期間生産限定盤） | 75位        |
| 2nd | 2018年7月11日  | It's all in the game | CD+DVD CD CD+DVD | BVCL-891/2（初回盤） BVCL-893（通常盤） BVCL-894（期間生産限定盤）                   | 75位        |
| 3rd | 2018年12月19日 | 真冬のダイアリー     | CD+DVD CD        | BVCL-932/3（初回生産限定盤） BVCL-934（通常盤）                                      | 53位        |
| 4th | 2019年7月31日  | 君に伝えたストーリー | CD+DVD CD        | BVCL-986/7（初回生産限定盤） BVCL-988（通常盤） BVCL-989（期間生産限定盤）           | 48位        |
| 5th | 2019年9月25日  | 花時雨/夏の雪        | CD+DVD CD        | BVCL-1000～1001（初回生産限定盤） BVCL-1002（通常盤）                                | 55位        |

### 配信限定シングル
| 発売日        | タイトル                          | 備考                                            |
| ------------- | --------------------------------- | ----------------------------------------------- |
| 2018年5月8日  | 君と僕とアクロス・ザ・ユニバース  | 先行配信。                                      |
| 2018年11月9日 | 真冬のダイアリー                  | 先行配信。                                      |
| 2019年7月20日 | 君に伝えたストーリー              | 先行配信。                                      |
| 2019年8月9日  | 花時雨                            | 先行配信。                                      |
| 2019年9月13日 | 夏の雪                            | 先行配信。                                      |
| 2019年9月25日 | 花時雨/夏の雪 (Special Edition)   | 配信限定楽曲「花時雨 (ReArr)」を含む全6曲収録。 |
| 2022年1月26日 | 太陽もひとりぼっち -Sun Solitary- | 「太陽もひとりぼっち」の全編英語詞バージョン。  |

### 参加作品
| 発売日         | 曲名                                   | タイトル                                               | 規格品番   |
| -------------- | -------------------------------------- | ------------------------------------------------------ | ---------- |
| 2017年5月26日  | 平安の都 京都                          | 琳派ロックオールスターズ「平安の都 京都」              | TCR-072    |
| 2017年5月26日  | La・La・La Love & Peace                | 琳派ロックオールスターズ「平安の都 京都」              | TCR-072    |
| 2018年10月10日 | 平安の都 京都 KYOTO RIMPA ROCKERS ver. | KYOTO RIMPA ROCKERS『琳派ROCK 日本に生まれてよかった』 | GZCD-5010  |
| 2019年12月18日 | It's all in the game                   | Various Artists『BORUTO THE BEST』                     | SVWC-70468 |

## タイアップ一覧
| 曲名                             | タイアップ                                                                     |
| -------------------------------- | ------------------------------------------------------------------------------ |
| 太陽もひとりぼっち               | フジテレビ系「ノイタミナ」枠アニメ『DIVE!!』オープニング・テーマ               |
| 太陽もひとりぼっち               | 「お台場みんなの夢大陸2017」キャンペーンソング                                 |
| 太陽もひとりぼっち               | テレビ大阪・テレビ東京系『JAPAN COUNTDOWN』2017年8月度エンディングテーマ       |
| 太陽もひとりぼっち               | テレビ朝日系『Break Out』2017年9月度エンディング・トラック                     |
| It's all in the game             | テレビ東京系アニメ『BORUTO-ボルト- NARUTO NEXT GENERATIONS』オープニングテーマ |
| It's all in the game             | 全国各局ラジオ 2018年7月度POWER PLAY（番組エンディングテーマを含む）           |
| 君と僕とアクロス・ザ・ユニバース | 関西テレビドラマ『はんなりギロリの頼子さん』主題歌                             |
| 真冬のダイアリー                 | 第38回さっぽろホワイトイルミネーション コラボレート・ミュージック              |
| 真冬のダイアリー                 | FM NACK5 2018年12月度後期POWER PLAY                                            |
| 真冬のダイアリー                 | 北海道文化放送『映女と音女とユリコ』2019年1月度オープニングテーマ              |
| 真冬のダイアリー                 | KBS京都『京スポ』2019年1月度エンディングテーマ                                 |
| I'm a looser                     | 琉球朝日放送『口止め禁止』オープニングテーマ                                   |
| 君に伝えたストーリー             | 読売テレビ・日本テレビ系アニメ『MIX』エンディングテーマ                        |
| 君に恋を、心に夏を               | KBS京都・TOKYO MXドラマ『京都恋検定』主題歌                                    |
| 花時雨                           | U-NEXT・カンテレドラマ『時空探偵おゆう 大江戸科学捜査』主題歌                  |
| 花時雨                           | メ～テレ『BomberE』2019年10月度エンディングテーマ                              |
| 夏の雪                           | U-NEXT・カンテレドラマ『名もなき復讐者 ZEGEN』エンディングテーマ               |
| 僕の生きている意味               | U-NEXT・カンテレドラマ『名もなき復讐者 ZEGEN』挿入歌                           |
| 夢のパーティーはこれから         | 奈良テレビ『ドラマティックナイン』オープニングテーマ                           |
| 歪んだターゲット                 | U-NEXT・カンテレドラマ『死亡フラグが立ちました!』挿入歌                        |
| 遥か先のX-DAY                    | U-NEXT・カンテレドラマ『連続殺人鬼カエル男』主題歌                             |
| 淡すぎる期待と苦すぎる誓い       | U-NEXT・カンテレドラマ『連続殺人鬼カエル男』挿入歌                             |
| ラストシーン                     | スカイA『スカイA スタジアム 2020 プロ野球中継』テーマソング                    |
| ラストシーン                     | スカイA『スカイA スタジアム 2021 プロ野球中継』テーマソング                    |
| Lily girl                        | U-NEXT・カンテレドラマ『そして、ユリコは一人になった』主題歌                   |

## 出演

### ラジオ
- そうだ、Qyotoを聴こう（2017年12月7日 - 2018年3月29日、e-radio）[25]
- E∞Tracks Selection 〜Qyotoのお茶していきませんか？〜（2018年1月10日 - 2018年6月27日、FM OH!）[26]
- QyotoのFM ROCK KIDS（2018年8月4日 - 11月24日、AIR-G'）
- 今日はQyotoにおいでやす（2019年4月6日 - 2020年3月27日、KBS京都ラジオ）
  - Qyotoのはんなりタイム（2020年4月2日 - 2023年3月31日、KBS京都ラジオ）

### ドラマ
※中園勇樹のみ
- はんなりギロリの頼子さん 第3話（2018年5月9日、関西テレビ） - 本屋の店員 役（カメオ出演）[27][28]

### CM
- 九州朝日放送「KBCイチオシ! Qyoto×博多祇園山笠」インフォマーシャルCM（2018年4月23日 - 5月13日） ※九州朝日放送限定

## 雑誌連載
- Qyotoの○○男子（『月刊Piano』2018年10月号 - 2019年10月号、ヤマハミュージックメディア）

## 動画

### ライブ映像
| 公開日     | タイトル                     |
| ---------- | ---------------------------- |
| 2020/02/20 | 『遥か先のX-DAY』@BIG CAT    |
| 2021/01/24 | 『ラストシーン』at 梅田Zeela |

### その他
| 公開日     | タイトル                                                   |
| ---------- | ---------------------------------------------------------- |
| 2017/08/17 | 「DIVE!!」ボイスドラマ「strange world」「fighting spirit」 |
| 2019/03/08 | Qyoto × 京都恋検定『君に恋を、心に夏を』トレーラー         |
| 2019/08/23 | 『タッチ』cover (studio) Lyric                             |

## 主なライブ

### ワンマンライブ・主催イベント
| 開催日         | タイトル                                          | 備考            |
| -------------- | ------------------------------------------------- | --------------- |
| 2018年8月22日  | Qyoto road to Qingdom 生誕1周年ファンミーティング | ＠hillsパン工場 |
| 2018年10月19日 | Qyoto road to Qingdom 初めてのワンマンライヴ      | ＠hillsパン工場 |
| 2018年12月5日  | hillsパン工場LIVE                                 | ＠hillsパン工場 |
| 2019年1月27日  | Qyoto road to Qingdom "新春ワンマンSHOW"          | ＠hillsパン工場 |
| 2019年6月16日  | hillsパン工場LIVE                                 | ＠hillsパン工場 |

### 出演イベント
- 2017年08月23日 - お台場みんなの夢大陸2017 SPECIALイベント
- 2017年12月28日 - hills パン工場LIVE
- 2018年03月31日 - DFT presents 「アルティメット ナイト 春休みSP」
- 2018年04月27日 - B・G・M supported by E∞Tracks Selection
- 2018年06月02日 - SAKAE SP-RING 2018
- 2018年06月17日 - DFT presents 関西ネオロック ～お好み音楽焼き大演会～
- 2018年09月17日 - DFT presents 音都 ON TO ～NEO ROCK from KANSAI～
- 2018年10月08日 - MINAMI WHEEL 2018
- 2018年10月12日 - 琳派ROCK part.3
- 2018年11月09日 - FM ROCK KIDS 30th Anniversary LIVE
- 2018年11月17日 - DFT presents 音都 ON TO ～NEO ROCK from KANSAI～
- 2018年12月25日 - 平成最後のクリスマスパーティー☆
- 2019年02月14日 - DFT PRESENTS 京縁ショコラティエ
- 2019年06月01日 - SAKAE SP-RING 2019
- 2019年06月15日 - サンテレビ「音都」公開収録ライブ
- 2019年08月25日 - DFT presents 音都 ON TO vol.5
- 2019年09月29日 - メ～テレ ウルフィまつり2019
- 2019年10月14日 - FM802 30PARTY MINAMI WHEEL 2019
- 2019年11月10日 - 希少糖の日イベント2019〜いい糖だね！希少糖〜 Special Music LIVE
- 2019年11月16日 - DFT presents 音都 ONTO vol.6
- 2022年06月04日 - SAKAE SP-RING 2022